# Мартин американський
Мартин американський (Larus smithsonianus) — вид мартинів з роду Larus. Поширений у Північній Америці та Східній Азії.

## Поширення
Виділяють три підвиди:
- L. s. mongolicus Sushkin, 1925 — південно-східний Алтай, Забайкалля, Монголія, північно-східний Китай і Корейський півострів; зимує переважно в Південно-Східній Азії.
- L. s. vegae Palmén, 1887 — північно-східний Сибір; зимує на півдні Японії, в Кореї та північно-східному Китаї.
- L. s. smithsonianus Coues, 1862 — Північна Америка від Алеутських островів і південного узбережжя Аляски через Канаду до Ньюфаундленду і далі на південь до Північної Кароліни; він зимує південіше від свого літнього ареалу аж до Центральної Америки.